# Cyprinus qionghaiensis
Cyprinus qionghaiensis är en fiskart som beskrevs av Liu, 1981. Cyprinus qionghaiensis ingår i släktet Cyprinus och familjen karpfiskar. IUCN kategoriserar arten globalt som akut hotad. Inga underarter finns listade i Catalogue of Life.